# こんなに人好きになるんだね
「こんなに人好きになるんだね」（こんなにひとすきになるんだね）は、2016年2月10日にリリースされたKOBerrieS♪のCDシングル。

## 概要
KOBerrieS♪の全国に流通させるCDの5枚目のシングル。ジャケットの写真とイラストは神戸の町並みとなっている。アートディレクションは神戸にスタジオを持つデザイナーが手がけており、神戸の今が表現されている。ダブルA面であり二曲とも小高光太郎が作曲した。
2016年2月22日付のオリコン週間CDランキングで19位を記録し、この時点では歴代KOBerrieS♪の作品の中では最高位である。
このCDの二曲目に収録されている「ドンギバ♪」のMVには松村邦洋が出演した。これは阪神・淡路大震災で被災した商店街で復興支援のライブを行っているKOBerrieS♪が、過去に松村邦洋の同じ商店街を訪れて支援活動を行っていたことからシンパシーを感じ出演を依頼した。